# Чешский лев
Чешский лев (чеш. Český lev) — премия Чешской академии кино и телевидения, главная ежегодная национальная кинопремия Чешской Республики.
Премия присуждается с 1993 года. Жюри, состоящее из нескольких десятков членов Чешской академии кино и телевидения, оценивает фильмы, премьеры которых состоялись в предыдущем году. На торжественной церемонии, проходящей в конце января — начале февраля, победителям вручается хрустальная статуэтка Белого чешского льва.
Первым фильмом, получившим «Чешского льва», была музыкальная комедия режиссёра Яна Гржебейка «Шакалье время» (1993). Драма режиссёра Яна Сверака «Коля» (1996) стала победителем в шести номинациях.

## Номинации
- Лучший фильм
- Лучшая режиссура
- Лучший сценарий
- Лучшая главная мужская роль
- Лучшая главная женская роль
- Лучшая мужская роль второго плана
- Лучшая женская роль второго плана
- Лучший документальный фильм
- Лучшая операторская работа
- Лучшая музыка
- Лучший монтаж
- Лучший звук

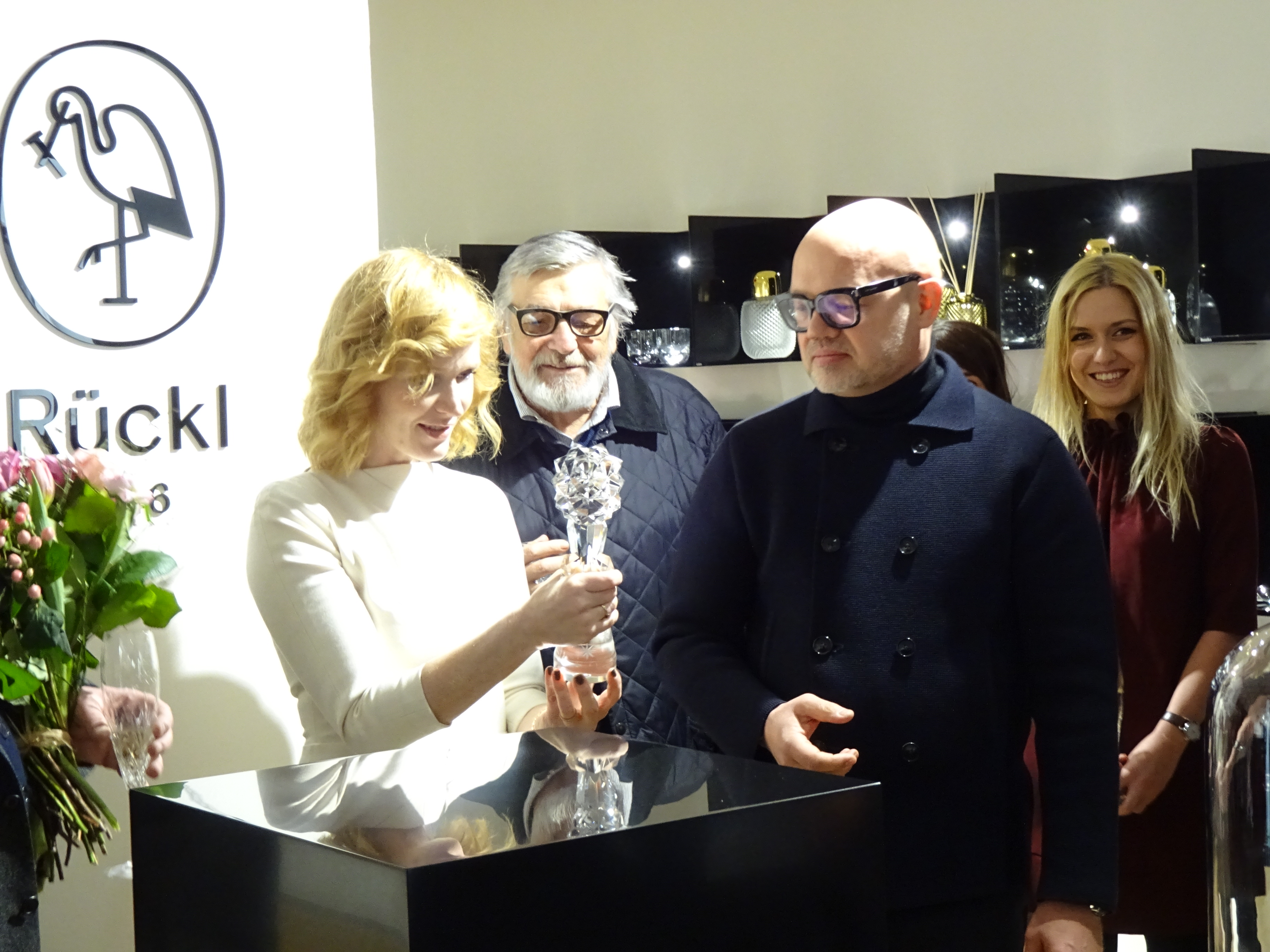
Анна Гейслерова рассматривает статуэтку, вручающуюся в качестве награды на премии «Чешский лев» начиная с юбилейной, 25-й церемонии (15 февраля 2018)

- Лучшая работа художника-постановщика
- Приз зрительских симпатий
- Премия кинокритиков лучшему художественному фильму
- Премия кинокритиков лучшему документальному фильму
- Лучший киноплакат
- Лучший зарубежный фильм
- Приз за многолетний вклад в чешский кинематограф